# Dove (rivière)
Pour les articles homonymes, voir Dove.
La Dove est la principale rivière du secteur sud-ouest du Peak District, dans les Midlands anglais, et est un affluent de la Trent. 

## Géographie
Elle prend sa source près de Buxton, dans Axe Edge Moor (en) et coule vers le sud sur 72 kilomètres (45 miles) avant de rejoindre la Trent à Newton Solney. Sur une grande partie de son cours elle sert de frontière entre le Derbyshire et le Staffordshire. Elle serpente entre  Longnor et Hartington avant de franchir une série de gorges pittoresques qu'elle a creusées à travers un massif calcaire : Beresford Dale, Wolfscote Dale, Milldale et surtout Dovedale, la plus célèbre et la plus fréquentée par les promeneurs, les pêcheurs et les artistes depuis le  XVIIe siècle. Elle a deux affluents sur sa rive droite, la Maniford et la Churnet.

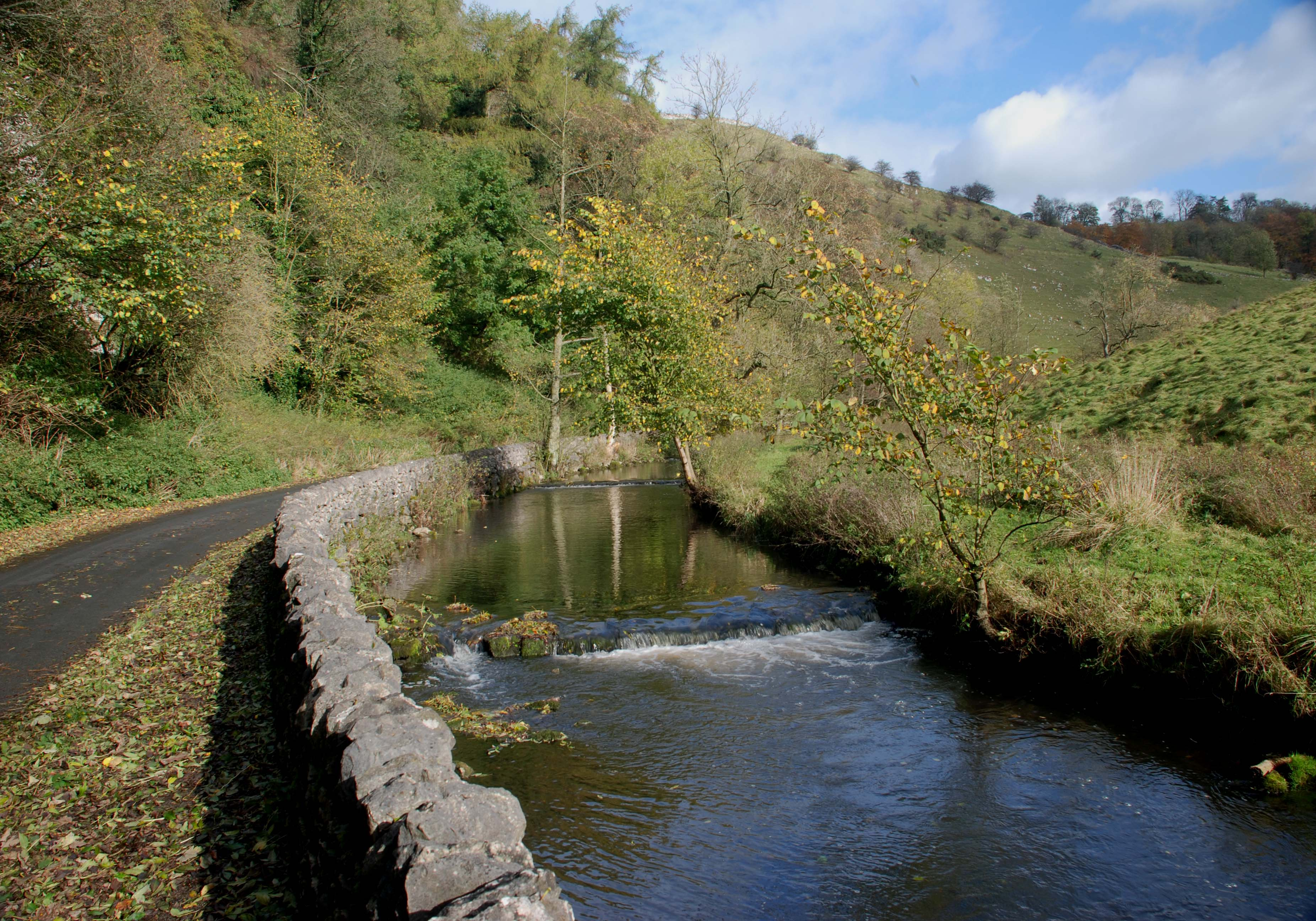
The River Dove at Milldale